# Das Imperium schlägt zurück

Logo der Star-Wars-Reihe

Das Imperium schlägt zurück (Originaltitel The Empire Strikes Back) ist ein US-amerikanischer Space-Opera-Film aus dem Jahr 1980 und der zweite Spielfilm sowie die fünfte Episode der Star-Wars-Saga, welche die Fortsetzung von Krieg der Sterne darstellt. Heutzutage ist der Film auch unter dem Titel Star Wars: Episode V – Das Imperium schlägt zurück bekannt. Die Kinopremiere in Deutschland fand am 11. Dezember 1980 statt.

## Handlung
Nach der Zerstörung des Todessterns vor drei Jahren hat die Rebellen-Allianz einen neuen geheimen Stützpunkt auf dem Eisplaneten Hoth errichtet. Die imperialen Streitkräfte, insbesondere Darth Vader, für den das Aufspüren der Rebellen oberste Priorität hat, senden Suchdroiden aus, um die Rebellenbasis zu finden. Ein Suchdroide wird von Captain Han Solo und Chewbacca auf Hoth gesichtet und zerstört. Er konnte aber bereits Informationen senden. Darth Vader erkennt den Schildgenerator des Stützpunkts und befiehlt mehrere Sternenzerstörer nach Hoth.
Commander Luke Skywalker wird währenddessen von einem Wampa, einem einheimischen Schneemonster, bewusstlos geschlagen und in dessen Höhle verschleppt. Er entkommt letztendlich nur mithilfe der Macht. Er schafft es jedoch nicht, aus eigener Kraft zur Echobasis der Rebellen zurückzukehren, da sein Tauntaun-Reittier von dem Wampa getötet wurde und er selbst zu geschwächt für den Fußmarsch ist. Während er kurz vor dem Erfrieren ist, weist ihn Obi-Wan Kenobi in einer Vision an, sich zum Dagobah-System zu begeben, wo er Meister Yoda finde, der Luke zum Jedi-Ritter ausbilden werde. Kurz darauf wird Luke von Han Solo gerettet.
Durch den Fehler eines imperialen Admirals, welcher daraufhin von Vader erwürgt wird, finden die Rebellen heraus, dass die Imperiale Sternenflotte den Stützpunkt entdeckt hat, woraufhin sie mit der Evakuierung beginnen. Nach verlorenem Abwehrkampf, aber gelungener Evakuierung der meisten Rebellen, wird der Stützpunkt eingenommen und die verbliebenen Rebellen müssen fliehen. Darth Vader landet persönlich auf dem Planeten und dringt mit seinen Truppen in die Echobasis ein.
Prinzessin Leia Organa flieht mit Captain Solo und Protokolldroide C-3PO in Solos Millennium Falken. Luke und R2-D2 entkommen in einem X-Flügler. Luke nimmt Kurs auf das Dagobah-System, wie Obi-Wan es ihm gesagt hatte. Auch der Millennium Falke entkommt der Blockade, doch der Hyperraumantrieb des Schiffes ist beschädigt. Die imperialen Sternenzerstörer machen Jagd auf den Falken. Ihre Jäger verfolgen ihn in ein nahe gelegenes Asteroidenfeld, in welchem es der Crew des Millennium Falken gelingt, sich für eine Weile zu verbergen. Währenddessen wird Darth Vader vom Imperator kontaktiert, der seine Besorgnis über die wachsende Bedrohung durch Luke äußert. Jedoch überzeugt Vader ihn davon, Luke auf die dunkle Seite zu ziehen, anstatt ihn zu vernichten. Später setzt Vader ein hohes Kopfgeld aus und heuert Boba Fett sowie weitere Kopfgeldjäger an, die den Millennium Falken aufspüren sollen.
Luke ist währenddessen auf dem Sumpfplaneten Dagobah angekommen. Er trifft Yoda, erkennt ihn aber zunächst nicht. Yoda ist, wie einst bei Anakin Skywalker, Luke gegenüber zunächst skeptisch, willigt aber schließlich ein, ihn auszubilden.
Der Falke, der zwischenzeitlich sein Versteck im Rachen eines riesigen Weltraumtiers in einem Asteroiden aufgeben muss, entkommt den imperialen Raumschiffen, indem er an der hinteren Seite der Brücke eines Sternenzerstörers andockt, wo ihn dessen Sensoren nicht erfassen können. Vor dessen Weiterflug lässt der Falke sich mit dem abgeworfenen Müll ins All treiben.
Boba Fett jedoch lässt sich davon nicht täuschen und folgt Han nach Bespin, in eine Gasminen-Wolkenstadt. Dort will Han sein Schiff bei einem alten Freund, Lando Calrissian, dem Besitzer der Gasmine, reparieren lassen. Lando bleibt jedoch keine Wahl, als seine Gäste ans Imperium auszuliefern, wenn er die Macht des Imperiums nicht zu spüren bekommen will – Darth Vader und seine Truppen haben die Mine vor dem Falken erreicht.
Währenddessen lernt Luke von Meister Yoda den Umgang mit der Macht. Dabei erfährt er wiederholt Visionen, auch der Zukunft. Luke sieht, dass Han und Leia leiden werden. Yoda befürchtet, Luke könnte den schnellen leichten Weg der dunklen Seite gehen und will deshalb, dass Luke sein Training vollendet, bevor er es mit Darth Vader aufnimmt. Gegen den Willen Yodas macht sich Luke jedoch auf den Weg nach Bespin, um die beiden zu retten. Yoda bleibt zurück und unterhält sich mit Obi-Wan über die Macht. Er erwähnt, dass Luke nicht die einzige Hoffnung der Galaxis sei, es gäbe noch eine andere. Das Foltern von Han stellt sich als Falle von Darth Vader heraus, um Luke gefangen zu nehmen und ihn an Imperator Palpatine ausliefern zu können. Vader will Luke dafür in Karbonit einfrieren.
In der Wolkenstadt verirrt sich C-3PO und wird mit einem Laserschuss in seine Bestandteile zerlegt. Chewbacca rettet die Einzelteile gerade noch rechtzeitig vor der Verschrottung. Darth Vader lässt Han in Karbonit einfrieren, um die Einfriervorrichtung zu testen, mit der er letztendlich auch Luke vereisen will. Dieser ist mittlerweile in der Wolkenstadt gelandet und wird zu Darth Vader gelockt. Lando erkennt, dass auf die Zusagen Darth Vaders kein Verlass ist, da Vader nun auch noch die restliche Besatzung des Millennium Falken als Gefangene mitnehmen will. Er stellt sich auf die Seite der Rebellen und befreit Leia und Chewbacca. R2-D2, der Luke nicht folgen konnte, trifft Leia, Chewbacca und Lando. Sie können aber nicht verhindern, dass Boba Fett den in Karbonit eingefrorenen Han fortbringt – auf Tatooine hat Jabba der Hutte ein Kopfgeld auf Han ausgesetzt. Leia, Chewbacca, Lando und die beiden Androiden kehren zum Falken zurück. R2-D2 erfährt vom Zentralcomputer, dass der Hyperraumantrieb des Schiffes zwar repariert, jedoch deaktiviert worden ist.
Luke kämpft währenddessen gegen den übermächtigen Darth Vader, er verliert in diesem Kampf seine rechte Hand und sein Lichtschwert. Vader enthüllt ihm ein düsteres Geheimnis: Er ist Lukes Vater. Luke will das nicht glauben und flüchtet. Mit Hilfe der Macht ruft er Leia, die seine Nähe erspürt; er wird im letzten Moment gerettet. R2-D2 reaktiviert den Hyperraumantrieb des Falken noch rechtzeitig, um den Sternenzerstörern im Orbit zu entkommen. Am Sammelpunkt der Rebellen angekommen, erhält Luke eine neue kybernetische Hand. Lando und Chewbacca machen sich auf den Weg nach Tatooine, um Han Solo zu befreien.

## Einordnung in dasStar-Wars-Universum

### Chronologie
Das Imperium schlägt zurück ist die fünfte Episode der Star-Wars-Saga und bildet den Mittelteil der klassischen Trilogie. Im Vergleich zum Vorgänger Krieg der Sterne setzt die Handlung nach einem Zeitsprung von etwa drei Jahren ein.
Zeitleiste der Filme und Serien im Star-Wars-Universum
| Die dunkle Bedrohung |                                   |                   |                                    |                   |                                   |                   |                         | I             |                                |               |                          |               |                          |                          |                          |                          |                          |                          |                          |                         |                         |                         |                         |                         |                         |                         |                         |                   |                   |                   |                         |                         |                         |                         |
| Angriff der Klonkrieger |                                   |                   |                                    |                   |                                   |                   |                         |               |                                | II            |                          |               |                          |                          |                          |                          |                          |                          |                          |                         |                         |                         |                         |                         |                         |                         |                         |                   |                   |                   |                         |                         |                         |                         |
| Die Rache der Sith |                                   |                   |                                    |                   |                                   |                   |                         |               |                                |               |                          | III           |                          |                          |                          |                          |                          |                          |                          |                         |                         |                         |                         |                         |                         |                         |                         |                   |                   |                   |                         |                         |                         |                         |
| Krieg der Sterne |                                   |                   |                                    |                   |                                   |                   |                         |               |                                |               |                          |               |                          |                          |                          |                          |                          |                          |                          |                         |                         | IV                      | IV                      |                         |                         |                         |                         |                   |                   |                   |                         |                         |                         |                         |
| Das Imperium schlägt zurück |                                   |                   |                                    |                   |                                   |                   |                         |               |                                |               |                          |               |                          |                          |                          |                          |                          |                          |                          |                         |                         |                         |                         |                         | V                       |                         |                         |                   |                   |                   |                         |                         |                         |                         |
| Die Rückkehr der Jedi-Ritter |                                   |                   |                                    |                   |                                   |                   |                         |               |                                |               |                          |               |                          |                          |                          |                          |                          |                          |                          |                         |                         |                         |                         |                         |                         | VI                      |                         |                   |                   |                   |                         |                         |                         |                         |
| Das Erwachen der Macht |                                   |                   |                                    |                   |                                   |                   |                         |               |                                |               |                          |               |                          |                          |                          |                          |                          |                          |                          |                         |                         |                         |                         |                         |                         |                         |                         |                   |                   |                   |                         | VII                     |                         |                         |
| Die letzten Jedi |                                   |                   |                                    |                   |                                   |                   |                         |               |                                |               |                          |               |                          |                          |                          |                          |                          |                          |                          |                         |                         |                         |                         |                         |                         |                         |                         |                   |                   |                   |                         |                         | VIII                    |                         |
| Der Aufstieg Skywalkers |                                   |                   |                                    |                   |                                   |                   |                         |               |                                |               |                          |               |                          |                          |                          |                          |                          |                          |                          |                         |                         |                         |                         |                         |                         |                         |                         |                   |                   |                   |                         |                         |                         | IX                      |
| Rogue One |                                   |                   |                                    |                   |                                   |                   |                         |               |                                |               |                          |               |                          |                          | a)                       |                          |                          |                          |                          |                         | R1                      |                         |                         |                         |                         |                         |                         |                   |                   |                   |                         |                         |                         |                         |
| Solo |                                   |                   |                                    |                   |                                   |                   |                         |               |                                |               |                          |               |                          |                          | a)                       |                          | S                        |                          |                          |                         |                         |                         |                         |                         |                         |                         |                         |                   |                   |                   |                         |                         |                         |                         |
| Die Abenteuer der jungen Jedi | YJA                               |                   |                                    |                   |                                   |                   |                         |               |                                |               |                          |               |                          |                          |                          |                          |                          |                          |                          |                         |                         |                         |                         |                         |                         |                         |                         |                   |                   |                   |                         |                         |                         |                         |
| The Clone Wars (+ Kinofilm) |                                   |                   |                                    |                   |                                   |                   |                         |               |                                | TCW           | TCW                      | TCW           |                          |                          |                          |                          |                          |                          |                          |                         |                         |                         |                         |                         |                         |                         |                         |                   |                   |                   |                         |                         |                         |                         |
| The Bad Batch |                                   |                   |                                    |                   |                                   |                   |                         |               |                                |               |                          | TBB           | TBB                      |                          |                          |                          |                          |                          |                          |                         |                         |                         |                         |                         |                         |                         |                         |                   |                   |                   |                         |                         |                         |                         |
| Rebels |                                   |                   |                                    |                   |                                   |                   |                         |               |                                |               |                          |               |                          |                          |                          |                          |                          |                          |                          | Rebels                  | Rebels                  |                         |                         |                         |                         |                         | b)                      |                   |                   |                   |                         |                         |                         |                         |
| Resistance |                                   |                   |                                    |                   |                                   |                   |                         |               |                                |               |                          |               |                          |                          |                          |                          |                          |                          |                          |                         |                         |                         |                         |                         |                         |                         |                         |                   |                   |                   | Resistance              | Resistance              | Resistance              | Resistance              |
| The Acolyte |                                   |                   | c)                                 |                   | TA                                |                   |                         |               |                                |               |                          |               |                          |                          |                          |                          |                          |                          |                          |                         |                         |                         |                         |                         |                         |                         |                         |                   |                   |                   |                         |                         |                         |                         |
| Obi-Wan-Kenobi |                                   |                   |                                    |                   |                                   |                   |                         |               |                                |               |                          |               |                          |                          |                          |                          |                          | K                        |                          |                         |                         |                         |                         |                         |                         |                         |                         |                   |                   |                   |                         |                         |                         |                         |
| Andor |                                   |                   |                                    |                   |                                   |                   |                         |               |                                |               |                          |               |                          |                          |                          |                          |                          |                          |                          | Andor                   | Andor                   |                         |                         |                         |                         |                         |                         |                   |                   |                   |                         |                         |                         |                         |
| The Mandalorian |                                   |                   |                                    |                   |                                   |                   |                         |               |                                |               |                          |               |                          |                          |                          |                          |                          |                          |                          |                         |                         |                         |                         |                         |                         |                         |                         |                   | M                 |                   |                         |                         |                         |                         |
| Das Buch von Boba Fett |                                   |                   |                                    |                   |                                   |                   |                         |               |                                |               |                          |               |                          |                          |                          |                          |                          |                          |                          |                         |                         |                         |                         |                         |                         | c)                      | c)                      |                   | BF                |                   |                         |                         |                         |                         |
| Ahsoka |                                   |                   |                                    |                   |                                   |                   |                         |               |                                |               |                          |               |                          |                          |                          |                          |                          |                          |                          |                         |                         |                         |                         |                         |                         |                         |                         |                   | A                 |                   |                         |                         |                         |                         |
| Skeleton Crew |                                   |                   |                                    |                   |                                   |                   |                         |               |                                |               |                          |               |                          |                          |                          |                          |                          |                          |                          |                         |                         |                         |                         |                         |                         |                         |                         |                   | SC                |                   |                         |                         |                         |                         |
| Ära | Die Hohe Republik                 | Die Hohe Republik | Die Hohe Republik                  | Die Hohe Republik | Die Hohe Republik                 | Die Hohe Republik | Fall der Jedi           | Fall der Jedi | Fall der Jedi                  | Fall der Jedi | Fall der Jedi            | Fall der Jedi | Herrschaft des Imperiums | Herrschaft des Imperiums | Herrschaft des Imperiums | Herrschaft des Imperiums | Herrschaft des Imperiums | Herrschaft des Imperiums | Herrschaft des Imperiums | Zeitalter der Rebellion | Zeitalter der Rebellion | Zeitalter der Rebellion | Zeitalter der Rebellion | Zeitalter der Rebellion | Zeitalter der Rebellion | Zeitalter der Rebellion | Zeitalter der Rebellion | Die Neue Republik | Die Neue Republik | Die Neue Republik | Aufstieg der 1. Ordnung | Aufstieg der 1. Ordnung | Aufstieg der 1. Ordnung | Aufstieg der 1. Ordnung |
| \| \| Prequel-Trilogie (Episoden I–III) \| \| Original-Trilogie (Episoden IV–VI) \| \| Sequel-Trilogie (Episoden VII–IX) \| \| A-Star-Wars-Story-Filme \| \| (kanonische) Animations-Serien \| \| (kanonische) Real-Serien \| |                                   |                   |                                    |                   |                                   |                   |                         |               |                                |               |                          |               |                          |                          |                          |                          |                          |                          |                          |                         |                         |                         |                         |                         |                         |                         |                         |                   |                   |                   |                         |                         |                         |                         |
| Die Folgen der Serien Die Mächte des Schicksals und Geschichten der Jedi spielen jeweils zu unterschiedlichen Zeitpunkten, sodass eine Auflistung in der Tabelle nicht sinnvoll möglich ist. Ebenfalls nicht aufgelistet sind Miniserien, Kurzgeschichten, Comics, Bücher und andere Begleitwerke des offiziellen Star-Wars-Kanons sowie der Themenpark Star Wars: Galaxy’s Edge (zwischen VIII und IX). Zur schematischen Einordnung der Handlungen wird die fiktive Zeitrechnung des Star-Wars-Universums verwendet. Diese unterscheidet zwischen den Jahren vor der Schlacht von Yavin (VSY) und nach der Schlacht von Yavin (NSY). Die Schlacht von Yavin IV bildet das Ende von Krieg der Sterne (1977), bei dem Luke Skywalker und die Rebellenallianz den ersten Todesstern zerstören. |                                   |                   |                                    |                   |                                   |                   |                         |               |                                |               |                          |               |                          |                          |                          |                          |                          |                          |                          |                         |                         |                         |                         |                         |                         |                         |                         |                   |                   |                   |                         |                         |                         |                         |
| a) Prolog, b) Epilog, c) Rückblenden |                                   |                   |                                    |                   |                                   |                   |                         |               |                                |               |                          |               |                          |                          |                          |                          |                          |                          |                          |                         |                         |                         |                         |                         |                         |                         |                         |                   |                   |                   |                         |                         |                         |                         |
| | Prequel-Trilogie (Episoden I–III) |                   | Original-Trilogie (Episoden IV–VI) |                   | Sequel-Trilogie (Episoden VII–IX) |                   | A-Star-Wars-Story-Filme |               | (kanonische) Animations-Serien |               | (kanonische) Real-Serien |               |                          |                          |                          |                          |                          |                          |                          |                         |                         |                         |                         |                         |                         |                         |                         |                   |                   |                   |                         |                         |                         |                         |

### Figuren
Hauptfiguren
- Luke Skywalker (Mark Hamill), der Sohn des Jedis Anakin Skywalker. Aufgewachsen ist er bei seinem Onkel Owen und seiner Tante Beru. Nach der Zerstörung des Todessterns macht er sich auf den Weg nach Dagobah, um von Yoda zum Jedi ausgebildet zu werden.
- Han Solo (Harrison Ford) ist ein Schmuggler und der Kapitän des Rasenden Falken. Aufgrund seiner Schulden bei Jabba wurde ein hohes Kopfgeld auf ihn ausgesetzt. Er empfindet starke Gefühle für Leia.
- Leia Organa (Carrie Fisher) ist eine Prinzessin von Alderaan und eine Adoptivtochter von Bail Organa, einem der Mitbegründer der Rebellen-Allianz. Nach der Zerstörung des Todessterns floh sie mit den Rebellen nach Hoth. Sie empfindet ebenfalls starke Gefühle für Han.
- Darth Vader (David Prowse), geboren als Anakin Skywalker, ist ein Sith-Lord und der Vater von Luke Skywalker und Leia Organa. Sein Ziel ist unter anderem, seinen Sohn auf die dunkle Seite der Macht zu ziehen.
- Lando Calrissian (Billy Dee Williams), Baron und Administrator der Wolkenstadt. Er war der ursprüngliche Eigentümer des Millennium Falken, den er beim Glücksspiel an Han Solo verlor.
- C-3PO (Anthony Daniels), ein humanoider Protokolldroide, der die meisten Abenteuer seit der Ausbildung Anakin Skywalkers zum Jedi miterlebt hat, meist mit seinem Freund und Begleiter R2-D2 an seiner Seite, ist weiterhin im Dienste von Leia Organa.
- R2-D2 (Kenny Baker), ein Astromech-Droide, ebenfalls Eigentum von Luke Skywalker. Zusammen mit Luke reist „R2“ nach Dagobah.
- Chewbacca (Peter Mayhew) ist ein Wookiee. Er ist der treue Begleiter von Han Solo und Copilot des Rasenden Falken.
- Yoda (Frank Oz) ist ein etwa 900 Jahre altes, kleines, grünes Wesen. Er war der Großmeister der Jedi, der, nachdem die Klonkriege endeten, nun auf Dagobah lebt.

Nebenfiguren
- Obi-Wan Kenobi (Alec Guinness) war ein Jedi-Ritter. Er ist der ehemalige Mentor und Freund von Anakin Skywalker sowie später von Luke. Nach seinem Tod erscheint er als Macht-Geist und gibt Luke die Anweisung, Yoda zu finden.
- Boba Fett (Jeremy Bulloch), ein Kopfgeldjäger und Klon des Jango Fett. Er wurde von Darth Vader angeheuert, Han Solo gefangen zu nehmen.
- Firmus Piett (Kenneth Colley), Captain bzw. Admiral des Galaktischen Imperiums, dient unter Darth Vader.
- Sheev Palpatine/Darth Sidious (Ian McDiarmid), Imperator des Galaktischen Imperiums und Sith-Meister von Darth Vader.
- Carlist Rieekan, ein General der Rebellen-Allianz und Leiter der Echo-Basis auf Hoth.
- Wedge Antilles (Denis Lawson), ein X-Flügler-Pilot der Rebellen-Allianz.

### Orte
- Hoth, ein Eisplanet und der sechste Planet des gleichnamigen Systems. Er ist eine abgelegene, öde, vereiste Welt, die eine bläulich-weiße Sonne umkreist. Er ist außerdem ein ständiges Ziel von Meteoriten aus einem benachbarten Asteroidenfeld. Ein Drittel von Hoth besteht aus offenem Ozean, der Rest entweder aus eisbedeckten Kontinenten oder Meer unter dickem Eis. Die mächtigen Gletscher des Planeten sind von Höhlen durchzogen und kristalline Geysire durchbrechen die kalte Oberfläche. Der Planet dient als neuer geheimer Stützpunkt der Rebellen-Allianz, die Echo-Basis, unter dem Kommando von General Rieekan und Prinzessin Leia.
- Bespin, ein Gasplanet im Anoat-Sektor. In der oberen Atmosphäre des Planeten existieren Städte, die das Tibanna-Gas auffangen und speichern. Wie es in der Wolkenstadt so ist. Bespin ist der Wohnort von Lando Calrissian, der eine der Gasminen durch einen Sabaccgewinn an sich gebracht hatte.
- Dagobah, ein abgelegener Planet, dessen Oberfläche zu großen Teilen aus Sumpfgebieten besteht. Die Macht ist auf diesem Planeten sehr stark, so dass es auch eine starke natürliche Präsenz der dunklen Seite der Macht gibt. Der Planet ist Yodas selbstbestimmtes Exil.

## Hintergründe
- Mark Hamill, der Luke Skywalker verkörperte, hatte nach den Dreharbeiten zum ersten Teil einen schweren Autounfall, der eine Operation am Gesicht nach sich zog. Fans behaupten, George Lucas hätte den Kampf mit dem Wampa-Eismonster (einer Art Yeti) am Anfang der fünften Episode nur eingebaut, um dies zu erklären. Diese Interpretation wird von offizieller Seite dementiert.
- Das Lichtschwert, das man in Das Imperium schlägt zurück verwendete, ist nicht derselbe Graflex-Blitzstab, der 1977 benutzt wurde. Die Original-Requisite verschwand unter bislang ungeklärten Umständen.
- Darth Vaders Rüstung ist nicht dieselbe wie im ersten Teil.
- Die originale Darth-Vader-Rüstung aus Das Imperium schlägt zurück befand sich bis 2008 im Filmmuseum Berlin.
- Ältere Videokassetten und Laserdiscs sind an der Stelle, an der Han Solo von den imperialen Truppen gefoltert wird, in Deutschland zu Gunsten einer FSK-6-Freigabe geschnitten. Auf der neuen DVD-Box ist die Szene vollständig enthalten und der Film erhielt eine FSK-12-Freigabe.
- Die Szene, in der Darth Vader seine Identität als Lukes Vater aufdeckt, wurde ursprünglich mit einem anderen Dialog gedreht. Darth Vader sagte hier, dass Obi-Wan Lukes Vater tötete. Später synchronisierte man die Szene mit James Earl Jones nach und fügte den bisher geheim gehaltenen Text mit dem Inhalt, dass Darth Vader Lukes Vater sei, ein. Mark Hamill wurde erst kurz vor den Dreharbeiten über den wahren Dialog informiert, so dass er die Szene überzeugend spielen konnte. Bis auf ihn und Jones wussten während der Produktion nur George Lucas und Irvin Kershner davon, sodass die anderen Darsteller selbst überrascht waren, als sie die Szene im Kino sahen.
- James Earl Jones dachte zuerst beim Lesen des Textes, Darth Vader lüge, als er sagte, er sei Lukes Vater.
- Darth Vaders Verkündung, dass er der Vater von Luke Skywalker sei, ist zu einem der bekanntesten Star-Wars-Zitate überhaupt geworden und wurde bereits unzählige Male in anderen Filmen wiederverwendet. Hierzu zählen etwa Toy Story 2 und Die Herrschaft des Feuers. Auch wird dieser ikonische Satz in diversen Kontexten (u. a. Comedyshows) bis hin ins private Umfeld zitiert. Sehr häufig wird dieser dabei jedoch als Luke… ich bin dein Vater! wiedergegeben, obwohl dieser im Original Nein… ich bin dein Vater! lautet. Dieser Fehler trat auch im 1994 veröffentlichten Star Wars Roman Flucht ins Ungewisse von Kevin J. Anderson auf.
- Da George Lucas bei Episode V den Regisseur nicht, wie in der Filmbranche allgemein üblich, zu Anfang des Films nannte, sondern erst im Abspann, was man ihm bei Episode IV noch als Ausnahme hatte durchgehen lassen, sollte er damals auf Geheiß der Filmergewerkschaft Directors Guild (DGA) eine Geldstrafe zahlen. Er zahlte die Strafe und trat anschließend aus der Gewerkschaft aus.
- In der Szene, in der Han Solo und Chewbacca auf dem Eisplaneten Hoth im Hangar den Millennium Falcon reparieren, sieht man von außen Chewbacca im Cockpit sitzen; dort scheinen keine zwei Personen nebeneinander Platz zu haben, während in weiteren Flugszenen das Cockpit um einiges größer ist und mindestens drei Personen Platz bietet.
- Während der Dreharbeiten zur Fernsehserie Mondbasis Alpha 1 bekam der Spezialeffektkünstler Brian Johnson Besuch von George Lucas. Er zeigte sich von Johnsons Arbeiten sehr beeindruckt und wollte ihn für Krieg der Sterne anwerben. Aufgrund seiner vertraglichen Verpflichtungen mit Gerry Anderson kam es aber erst mit Das Imperium schlägt zurück zu einer Zusammenarbeit mit George Lucas.

## Titel und Versionen
Die ursprüngliche Kinofassung trug bereits den Untertitel „Krieg der Sterne: Episode V“.
Der Film ist 1997 unter der Bezeichnung Star Wars: Episode V – Das Imperium schlägt zurück – Special Edition in den Kinos wiederveröffentlicht worden. Diese Version wurde mit den technischen Möglichkeiten dieser Zeit erweitert (mehr Spezialeffekte; Ersatz von modellbasierten Effekten durch computergenerierte) und ist um einige Minuten länger.

Logo im Stil der Prequel-Trilogie (1999)

2004 wurde für eine erneute überarbeitete Heimvideo-Wiederveröffentlichung im DVD-Format der Zusatz Special Edition fallen gelassen. Seither ist der Film unter dem Titel Star Wars: Episode V – Das Imperium schlägt zurück bekannt. Für diese Veröffentlichung wurden wiederum Szenen ergänzt, verändert sowie Effekte bearbeitet. In der deutschen Fassung wurde der deutsche Titel – im Zuge der Vereinheitlichung im Rahmen des nahenden Anlaufes der Prequels – von Krieg der Sterne in Star Wars angepasst.
Die Version von 2004 erschien gebündelt mit der digital nicht veränderten Version aus den 1980ern im Jahr 2006 als Limited Edition auf DVD. Dies stellt das bisher letzte Mal dar, dass George Lucas die nicht digital überarbeitete Version auf einem aktuellen Heimvideoformat veröffentlicht hat, wobei auch dafür schon keine digitale Aufbereitung bzw. Anpassung des Filmmaterials an die Gegebenheiten des Datenträgers DVD vorgenommen wurden. Stattdessen wurde das Filmmaterial früherer Laserdisc-Veröffentlichungen schlicht auf DVD überspielt.
Zur Veröffentlichung der Blu-Ray-Saga-Box im Jahr 2011 wurde der Film ein weiteres Mal an mehreren Stellen digital überarbeitet und stellt die damit vierte Fassung von Das Imperium schlägt zurück dar.
Für die Video-on-Demand Veröffentlichung wurde erstmals seit der Übernahme von Disney der 20th-Century-Fox-Einspieler entfernt.

## Besetzung und Synchronisation
In diesem Film wird Imperator Palpatine von Marjorie Eaton dargestellt, deren Augen man durch Schimpansenaugen ersetzte. Er wurde von Clive Revill gesprochen (bzw. von Edgar Ott in der ursprünglichen deutschen Kinofassung). Für die 2004er DVD-Edition wurde diese Szene verändert; so wird in der neuen Version Imperator Palpatine von Ian McDiarmid dargestellt und gesprochen, welcher diese Rolle ab der Fortsetzung übernahm. Die Szene, wie sie letztendlich auf der DVD erschien, wurde außerdem mit einem erweiterten Dialog gedreht, wofür James Earl Jones noch einmal ins Studio geholt werden und den Part von Darth Vader neu einsprechen musste. In der deutschen Fassung übernahm Reiner Schöne für die Neufassung die Rolle, da der alte Synchronsprecher Vaders, Heinz Petruo, zu diesem Zeitpunkt bereits verstorben war. Die Synchronisation übernahm die Berliner Synchron GmbH. Nach einem Dialogbuch und einer Dialogregie von Arne Elsholtz.
| Figur               | Darsteller                                                                            | Deutscher Sprecher                                                                           |
| ------------------- | ------------------------------------------------------------------------------------- | -------------------------------------------------------------------------------------------- |
| Luke Skywalker      | Mark Hamill                                                                           | Hans-Georg Panczak                                                                           |
| Han Solo            | Harrison Ford                                                                         | Wolfgang Pampel                                                                              |
| Leia Organa         | Carrie Fisher                                                                         | Susanna Bonasewicz                                                                           |
| Darth Vader         | David Prowse James Earl Jones (Stimme)                                                | Heinz Petruo Jan Spitzer (eine Szene, 1997–2011) Reiner Schöne (zwei Szenen, seit 2004/2011) |
| Obi-Wan Kenobi      | Alec Guinness                                                                         | Ernst Wilhelm Borchert                                                                       |
| C-3PO               | Anthony Daniels                                                                       | Joachim Tennstedt                                                                            |
| Yoda                | Frank Oz                                                                              | Hugo Schrader                                                                                |
| Lando Calrissian    | Billy Dee Williams                                                                    | Frank Glaubrecht                                                                             |
| Boba Fett           | Jeremy Bulloch Jason Wingreen (Stimme, bis 2003) Temuera Morrison (Stimme, seit 2004) | Karl Schulz                                                                                  |
| Wedge Antilles      | Denis Lawson                                                                          | Hans-Jürgen Dittberner                                                                       |
| Admiral Piett       | Kenneth Colley                                                                        | Norbert Gescher                                                                              |
| Imperator Palpatine | Marjorie Eaton Clive Revill (Stimme)                                                  | Edgar Ott (bis 2003)                                                                         |
| Imperator Palpatine | Ian McDiarmid                                                                         | Friedhelm Ptok (seit 2004)                                                                   |

## Rezeption

### Kritiken
Das Imperium schlägt zurück wurde im Jahr seiner Veröffentlichung 1980 zum Teil kritisch besprochen. So bemängelte Die Zeit, dass wie schon im Vorgänger auch „in Kershners The Empire strikes back ausgetüftelte Schauwerte und Spezialeffekte allemal wichtiger als die Figuren und deren dürre Leidenschaften“ sind. „Noch konsequenter als Lucas reduziert Kershner das Personal auf eine Assemblage von Comic-Strip-Charakteren ohne Herz und Verstand.“
Inzwischen erhält Das Imperium schlägt zurück ein sehr gutes Presseecho, was sich auch in den Auswertungen US-amerikanischer Aggregatoren widerspiegelt. So erfasst Rotten Tomatoes fast ausschließlich wohlwollende Besprechungen und ordnet den Film dementsprechend als „Zertifiziert Frisch“ ein. Metacritic ermittelt aus den vorliegenden Bewertungen „Allgemeines Kritikerlob“. Und They Shoot Pictures, Don’t They? zählt den Film zu den 400 angesehensten Werken der Filmgeschichte.
Das Lexikon des internationalen Films sah einen „tricktechnisch perfekt und professionell“ produzierten Film, welcher „zwar weniger Charme und spielerische Leichtigkeit als sein von George Lucas inszenierter Vorgänger“ hat, jedoch „vor allem aus der zeitlichen Distanz heraus als der ausgereifteste Teil der Trilogie“ betrachtet werden kann. Auch der legendäre Filmkritiker Roger Ebert bezeichnete den Film bei seiner Wiederaufführung 1997 als „besten und geistig anregendsten“ Star-Wars-Film:

„Erst die Emotionen in Imperium machen die Filmreihe zu einem Mythos, der sich vom ersten bis zum letzten Teil erstreckt. Das ist das Herz.“

Der Film wurde 2006 von der Filmzeitschrift Empire zum besten Film aller Zeiten gewählt. Im Jahr 2010 nahm ihn die britische Filmzeitschrift Total Film in ihre Liste der besten 100 Filme aller Zeiten auf. Für Cinefantastique ist Empire der „beste (in der Tat der letzte gute) Star-Wars-Film.“ Man lobte vor allem das verbesserte Drehbuch sowie die Regiearbeit von Kershner, welcher „seine Arbeit besser machte, als es Lucas gekonnt hätte.“

### Auszeichnungen
Oscarverleihung 1981
- Auszeichnung in der Kategorie Bester Ton für Bill Varney, Steve Maslow, Gregg Landaker und Peter Sutton
- Sonderoscar für die besten visuellen Effekte an Brian Johnson, Richard Edlund, Dennis Muren und Bruce Nicholson
- Nominierung in der Kategorie Bestes Szenenbild für Norman Reynolds, Leslie Dilley, Harry Lange, Alan Tomkins und Michael D. Ford
- Nominierung in der Kategorie Beste Filmmusik für John Williams

Golden Globe Awards 1981
- Nominierung in der Kategorie Beste Filmmusik für John Williams

Saturn Award 1981
- Auszeichnung in der Kategorie Bester Science-Fiction-Film
- Auszeichnung in der Kategorie Beste Regie für Irvin Kershner
- Auszeichnung in der Kategorie Bester Hauptdarsteller für Mark Hamill
- Auszeichnung in der Kategorie Beste Spezialeffekte für Brian Johnson und Richard Edlund
- Nominierung in der Kategorie Bester Nebendarsteller für Billy Dee Williams

British Academy Film Awards 1981
- Auszeichnung in der Kategorie Beste Filmmusik für John Williams
- Nominierung in der Kategorie Bestes Szenenbild für Norman Reynolds, Leslie Dilley, Harry Lange, Alan Tomkins und Michael D. Ford
- Nominierung in der Kategorie Bester Ton für Bill Varney, Steve Maslow, Gregg Landaker und Peter Sutton

Grammy Awards 1981
- Auszeichnung in der Kategorie Beste Instrumentalkomposition für John Williams
- Auszeichnung in der Kategorie Bestes Album mit Originalmusik geschrieben für einen Film oder ein Fernsehspecial für John Williams
- Nominierung in der Kategorie Beste Instrumentalkomposition für John Williams (Imperial March)
- Nominierung in der Kategorie Beste Instrumentalkomposition für John Williams (Yoda’s Theme)
- Nominierung in der Kategorie Beste Instrumentaldarbietung – Pop für John Williams (Yoda’s Theme)

Goldene Leinwand
- 3 Millionen Kinobesucher in 18 Monaten

National Film Registry
- 2010 wurde Das Imperium schlägt zurück als ein besonders erhaltenswerter US-amerikanischer Film in das National Film Registry aufgenommen.

## Fortsetzungen
Der Film stellt den Mittelteil der Krieg-der-Sterne-Trilogie dar, die 1983 mit Die Rückkehr der Jedi-Ritter abgeschlossen wurde.